# Wolfram Lorenzen
Wolfram Lorenzen   (Friburg de Brisgòvia, 1952 - Dällikon, 15 de juny de 2020) va ser un pianista alemany.

## Biografia
Wolfram Lorenzen va néixer a Friburg de Brisgòvia, Baden-Württemberg, Alemanya Occidental. Va estudiar amb Klaus Linder, Ludwig Hoffmann, Paul Badura-Skoda i va participar en classes magistrals impartides per Wilhelm Kempff, entre d'altres. Va guanyar nombrosos concursos internacionals de música (Monza, Vercelli, Senigall, entre d'altres).
El 1982 va ser guardonat amb el primer premi al Sisè Concurs Internacional de Piano de Montevideo, Uruguai. Des de llavors, nombroses gires de concerts l'han portat a tots els països del món.
Va actuar amb orquestres reconegudes i directors de renom, interpretant setanta concerts diferents per a piano, així com un extens repertori en solitari i unes quatre-centes obres de música de cambra.
Wolfram Lorenzen va ser un convidat habitual als estudis de radiodifusió dels països i regions de parla alemanya, així com a molts festivals.
Va col·laborar durant molts anys tant amb la clarinetista Sabine Meyer com amb el flautista Peter-Lukas Graf. Juntament amb la violinista Renate Eggebrecht i el Fanny Mendelssohn Quartet, Lorenzen va gravar la Max Reger Chamber Music Edition en tres CD. El 1998 va presentar l'estrena mundial d'enregistrament en CD de la còpia autògrafa del cicle de piano Das Jahr ("L'any") de Fanny Mendelssohn Hensel.
El 2006 i el 2010 es van publicar dos enregistraments en CD amb obres de Robert Schumann i Clara Schumann.
Va morir el dia 15 de juny de 2020 a l'edat de 68 anys.

## Enregistraments
- Robert Schumann, Faschingsschwank op. 26, Fantasiebilder op. 12, Symphonische Etüden op. 13, 2006. Variacions d'Abegg op. 1, Novel·les op. 21, 2010.
- Clara Schumann, Sonata en sol menor (1841), 2010
- Fanny Mendelssohn-Hensel, "Das Jahr", 12 peces de personatges per a Fortepiano després de la còpia il·lustrada de 1842, peces per a piano en do major i la bemoll major, 1998
- Max Reger, Sonata per a violí op. 72 (Renate Eggebrecht, violí), Quintet amb piano op. 64, Trio amb piano op. 102, Quartets de piano opp. 113 i 133 (Quartet Fanny Mendelssohn), 1996–98
- Max Reger, Concert per a piano i orquestra op. 114, Sinfonieorchester St. Gallen, director d'orquestra Reinhard Petersen (1910)
- Max Reger, Sonatines op. 89 núm. 1 i 3 (1905-1908), Five Humoresques op. 20 (1898), Variacions i fuga sobre un tema de Joh. Seb. Bach op. 81 (1904), 2010
- Béla Bartók, Rapsòdia per a piano i orquestra op. 1 (1904), Radio-Sinfonieorchester Stuttgart des SWR, director Jiri Starek, 2010
- Felix Mendelssohn Bartholdy, Capriccio brillant per a piano i orquestra op. 22 (1832), Radio-Sinfonieorchester Stuttgart des SWR, director Ernest Bour, 2010